# نائینپور
نائینپور (به انگلیسی: Nainpur) یک منطقهٔ مسکونی در هند است که در بخش ماندلا واقع شده‌است. نائینپور ۱۰٫۵ کیلومتر مربع مساحت و ۲۱٬۷۴۱ نفر جمعیت دارد و ۴۴۷ متر بالاتر از سطح دریا واقع شده‌است.